# Bulbophyllum tricolor
Bulbophyllum tricolor är en orkidéart som beskrevs av Lyman Bradford Smith och S.K.Harris. Bulbophyllum tricolor ingår i släktet Bulbophyllum och familjen orkidéer.
Artens utbredningsområde är Bolivia. Inga underarter finns listade i Catalogue of Life.